# Gullspira
Gullspira (Pedicularis oederi) är en art i familjen snyltrotsväxter.
Geten som Barnen ifrån Frostmofjället hade med på sin vandring heter Gullspira. Hon gav dem mjölk och värme. 